# Lepithrix dichropus
Lepithrix dichropus är en skalbaggsart som beskrevs av Blanchard 1850. Lepithrix dichropus ingår i släktet Lepithrix och familjen Melolonthidae. Inga underarter finns listade i Catalogue of Life.